# Die Palmen
Die Palmen (abreviado Palmen) es un libro ilustrado con descripciones botánicas que fue escrito por el botánico, y pteridólogo estadounidense Carl E. Salomon. Fue publicado en  el año 1887.